# Escape (film, 2011)
Pour les articles homonymes, voir Escape.
Pour plus de détails, voir Fiche technique et Distribution.
Escape (Escapee) est un film américain réalisé par Campion Murphy, sorti en 2011.

## Synopsis
En visite d'observation dans un l'hôpital psychiatrique, Abby Jones, jeune étudiante en médecine, fait une inquiétante rencontre avec un patient, Harman Porter. Le soir venu elle rentre dans l'appartement qu'elle partage avec deux colocataires. Elle ne sait pas que, durant cette nuit d'orage, Porter qui s'est échappé de l'établissement psychiatrique va lui rendre visite.

## Fiche technique
- Titre : Escape
- Réalisation : Campion Murphy
- Scénarios : Campion Murphy
- Société de production : Tall Tales Entertainment
- Musique : Jermaine Stegall
- Pays d'origine : États-Unis
- Lieu de tournage : Alexandria, Louisiane, États-Unis
- Langue : anglais
- Genre : Horreur
- Durée : 98 minutes
- Date de sortie : 2 septembre 2011 (États-Unis); 24 avril 2012 (France)

## Distribution
- Dominic Purcell (VF : Éric Aubrahn) : Jaxon
- Melissa Ordway : Renee Sanders
- Faith Ford (VF : Danièle Douet) : l'inspecteur Alison Jensen
- Danny Nucci (VF : Xavier Béja) : le professeur Jeremy Davis
- Kadeem Hardison : l'inspecteur Pars
- Carly Chaikin (VF : Adeline Chetail) : Lynne Petersen
- Christine Evangelista : Abby Jones
- Scott Elrod : l'officier Carter Thomas
- David Jensen (VF : Philippe Peythieu) : le capitaine Gaines
- Christopher Shand : Chet Hall

 Source et légende : version française (VF) sur RS Doublage